# 조쉬 카소본
조시 카저본(Josh Casaubon, 1978년 8월 16일 ~ )은 미국의 배우이다.
브런즈윅에서 태어났다.

## 출연 작품
- 올 아이 원트 (2017년)
- 그 규칙은 당신에게 적용되지 않아요 (2016년)
- 투 빅 투 페일 (2011년)
- 27번의 결혼 리허설 (2008년)
- 굿 셰퍼드 (2006년)
- Rick (2003)

### 텔레비전
- 원 라이프 투 리브 (2005-06)
- 성범죄수사대: SVU (2007)
- 아미 와이브즈 (2007)
- 30 ROCK (2009)
- I Just Want My Pants Back (2012)
- 필라델피아는 언제나 맑음 (2012)
- 브루클린 나인-나인 (2015)